# Bá quốc Vaduz
Bá quốc Vaduz (tiếng Đức: Grafschaft Vaduz) là một nhà nước lịch sử trong Đế chế La Mã Thần thánh, hiện là một trong hai lãnh thổ cấu thành nên Thân vương quốc Liechtenstein, thủ phủ của nó là thị xã Vaduz.

## Địa lý
Nằm ở phía Nam của Lãnh địa Schellenberg, lãnh thổ của nó tương ứng với khu vực bầu cử hiện tại của Oberland (tiếng Đức: Wahlkreis Oberland). Lãnh thổ bao gồm các đô thị hiện tại là Balzers, Planken, Schaan, Triesen, Triesenberg và Vaduz.

## Lịch sử
Bá quốc Vaduz được thành lập vào năm 1342, sau khi chia nhỏ Bá quốc Werdenberg. Năm 1396, nó được trao quyền hoàng gia trực tiếp của Đế chế La Mã Thần thánh: Reichsunmittelbarkeit. Sau khi dòng kế vị của Bá tước Vaduz tuyệt tự vào năm 1416, lãnh thổ đã được mua lại từ Nam tước Brandis, những người duy trì chủ quyền của họ cho đến năm 1507, khi bá quốc được chuyển giao cho Bá tước Sulz, người đã giành được miền Bắc và biên giới Lãnh địa Schellenberg.
Năm 1613, cả hai lãnh thổ Vaduz và Schellenberg đã được bán cho bá tước Hohenems là Ferdinand Karl von Hohenems (1650–1686), vì chiếm đoạt và săn phù thủy quá mức, đã bị tước bỏ quyền thống trị vào năm 1684, và đã giao chúng lại cho em trai mình, Bá tước Jakob Hannibal (1653–1730). Để trả nợ cho người em họ, Hannibal buộc phải bán Lãnh địa (năm 1699) và Bá quốc (năm 1712) cho Hans-Adam I, Thân vương xứ Liechtenstein. Với những lãnh thổ này, vào năm 1719, thân vương đã được Hoàng đế La Mã Thần thánh Karl VI cho hợp nhất hai lãnh thổ để lập ra một Thân vương quốc thống nhất với tên Liechtenstein và vẫn còn tồn tại cho đến tận ngày nay.